# Eberstedt
Eberstedt é um município da Alemanha, situado no distrito de Weimarer Land, no estado da Turíngia. Tem 4,13 km² de área, e sua população em 2019 foi estimada em 214 habitantes.